# 馬格達利夫卡
49°25′59″N 25°49′35″E / 49.43306°N 25.82639°E
馬格達利夫卡（烏克蘭語：Магдалівка），是烏克蘭的村落，位於該國西部捷爾諾波爾州，由捷尔诺波尔区負責管轄，始建於1785年，面積2.12平方公里，2001年人口869，人口密度每平方公里318.2人。